# Línea 132 (EMT Madrid)
La línea 132 de la EMT de Madrid une Moncloa con el Hospital La Paz.

## Características
Esta línea, creada el 13 de enero de 1990, sustituyendo al ramal de la línea 82 (Moncloa-Colonia Peña Chica), conecta el intercambiador multimodal de Moncloa con la Ciudad Universitaria, el barrio de Valdezarza, el Barrio del Pilar y la Ciudad Sanitaria del Hospital La Paz.
Su recorrido apenas se ha visto modificado desde que empezara a prestar servicio, exceptuando la modificación llevada a cabo en octubre de 2008, añadiendo nuevas paradas en la calle Isaac Peral y la Avenida de los Reyes Católicos frente a la Clínica de la Concepción.

### Frecuencias
| Lunes a viernes laborables |               |
| De 6:00 a 8:00             | 7-13 minutos  |
| De 8:00 a 20:00            | 7-8 minutos   |
| De 20:00 a 23:00           | 7-16 minutos  |
| Sábados laborables         |               |
| De 6:00 a 10:00            | 14-22 minutos |
| De 10:00 a 20:00           | 13-16 minutos |
| De 20:00 a 23:00           | 15-20 minutos |
| Domingos y festivos        |               |
| De 7:00 a 10:00            | 21-38 minutos |
| De 10:00 a 19:00           | 18-22 minutos |
| De 19:00 a 23:00           | 20-28 minutos |

## Recorrido y paradas

### Sentido Hospital La Paz
La línea inicia su recorrido en la calle Meléndez Valdés, al final de la misma junto a la calle de la Princesa, por la que gira a la derecha nada más salir. Pasa por delante del Cuartel General del Ejército del Aire y la Junta Municipal de Distrito de Moncloa-Aravaca y toma la calle Isaac Peral girando a la izquierda.
Sube esta calle hasta la Plaza de Cristo Rey, donde se dirige hacia la Avenida de los Reyes Católicos, por la que se incorpora momentáneamente a la A-6 hasta desviarse hacia la Glorieta del Cardenal Cisneros, por donde toma la Avenida Complutense.
La línea recorre la avenida hasta llegar al inicio del Paraninfo, donde gira a la derecha para tomar la calle José Antonio Novais, que recorre hasta el final girando a la izquierda para tomar la Avenida de Gregorio del Amo, que recorre entera, girando al final de la misma de nuevo a la izquierda por el Paseo de Juan XXIII, que abandona posteriormente girando una vez más a la izquierda por la calle Ramiro de Maeztu. Baja entonces por esta calle hasta girar a la derecha por la calle de Bernardo de la Torre Rojas, a través de la cual abandona la Ciudad Universitaria entrando en el barrio de Valdezarza por la calle del Arquitecto Sánchez Arcas. Recorre esta calle entera desembocando en la Avenida de Pablo Iglesias, que recorre hasta el final.
Al final de esta avenida, llega a la Glorieta de Rocío Dúrcal, donde se incorpora brevemente a la calle de Francos Rodríguez hacia el oeste abandonándola en el cruce siguiente girando a la derecha por la Avenida del Santo Ángel de la Guarda, que recorre entera al igual que su continuación, la calle del Alcalde Martín de Alzaga. Al final, gira a la derecha por la calle de Antonio Machado.
Recorre la calle de Antonio Machado hasta el final, siguiendo de frente por la calle de César Manrique, que recorre casi entera, girando poco antes del final a la derecha por la calle Juan Sánchez, que recorre entera siguiendo de frente por la calle La Bañeza hasta llegar a la intersección con la Vereda de Ganapanes, que toma girando a la izquierda y abandona poco después girando a la derecha por la Avenida de Monforte de Lemos. 
Ya en el Barrio del Pilar, la línea circula por la Avenida Monforte de Lemos hasta girar a la izquierda por la calle Finisterre, que recorre hasta el final, girando a la derecha por la calle Pedro Rico, que recorre brevemente hasta girar a la derecha de nuevo por la calle Arzobispo Morcillo. A través de esta calle entra en la Ciudad Sanitaria del Hospital La Paz, donde tiene su cabecera junto a la Maternidad, en la calle Pedro Rico.
| Código | Parada                                           | Común con          | Conexiones con Metro | Otros |
| ------ | ------------------------------------------------ | ------------------ | -------------------- | ----- |
| 1329   | MONCLOA (C/ Meléndez Valdés, 72)                 | 82                 | Moncloa              |       |
| 3688   | Moncloa                                          | 82 83 133          | Moncloa              |       |
| 4021   | Junta Municipal Moncloa                          | 1 44 62 82 138 C1  |                      |       |
| 743    | Cristo Rey                                       | 1 44 62 82 138 C1  | Islas Filipinas      |       |
| 4175   | Fundación Jiménez Díaz                           | 82                 |                      |       |
| 1684   | Cardenal Cisneros                                | 82 G U             |                      |       |
| 1686   | Escuela Agronómica                               | 82 G U VAC-246     |                      |       |
| 1687   | Metro Ciudad Universitaria                       | 82 G U VAC-246     | Ciudad Universitaria |       |
| 1689   | Avenida Complutense-Ciencias Información         | 82 G U             |                      |       |
| 1691   | Avenida Complutense-Jardín Botánico              | 82 G U VAC-246     |                      |       |
| 3273   | Ciencias Biológicas y Geológicas                 | F                  |                      |       |
| 3276   | Gregorio del Amo                                 | F                  |                      |       |
| 3277   | Vicente Aleixandre                               |                    | Vicente Aleixandre   |       |
| 3278   | Ramiro de Maeztu-Juan XXIII                      | F                  |                      |       |
| 5140   | Ramiro de Maeztu-Bernardo Torre Rojas            | F                  |                      |       |
| 3281   | Colegio Mayor Alfonso X El Sabio                 |                    |                      |       |
| 3283   | Sánchez Arcas-Bernardo Torre Rojas               |                    |                      |       |
| 3285   | Sánchez Arcas-Rubio y Galí                       |                    |                      |       |
| 1674   | Metro Francos Rodríguez (Av, Pablo Iglesias, 92) | 127                | Francos Rodríguez    |       |
| 1577   | Metro Francos Rodríguez                          | 64 126 127         | Francos Rodríguez    |       |
| 1643   | Santo Ángel de la Guarda-General Cadenas         | 126 127            |                      |       |
| 1645   | Santo Ángel de la Guarda-Arciniega               | 126 127            |                      |       |
| 1647   | Martín Alzaga-Altea                              | 126 127            |                      |       |
| 1649   | Martín Alzaga-Artajona                           | 126 127            |                      |       |
| 1651   | Antonio Machado-Isla de Oza                      | 126 127            |                      |       |
| 1653   | Antonio Machado-Sinesio Delgado                  | 127                |                      |       |
| 1655   | Antonio Machado-Centro Cultural                  | 127                |                      |       |
| 1657   | Metro Antonio Machado                            | 127                | Antonio Machado      |       |
| 1516   | César Manrique-La Cabrera                        | 127                |                      |       |
| 1514   | César Manrique-Chantada                          | 127                |                      |       |
| 1512   | La Bañeza-Cándido Mateos                         | 42 137             |                      |       |
| 1510   | Metro Peñagrande                                 | 42 137             | Peñagrande           |       |
| 1786   | Monforte de Lemos-Ganapanes                      | 126 137 147 179    |                      |       |
| 1364   | Parque de La Vaguada                             | 49 83 128 137      |                      |       |
| 1366   | Junta Municipal Fuencarral                       | 49 83 128 137 179  |                      |       |
| 1368   | Monforte de Lemos-La Vaguada                     | 49 83 128 137 179  | Barrio del Pilar     |       |
| 1370   | Monforte de Lemos-Finisterre                     | 83                 |                      |       |
| 1372   | Pedro Rico-Finisterre                            | 83                 |                      |       |
| 1373   | Pedro Rico-Arzobispo Morcillo                    | 83 815             |                      |       |
| 3288   | Arzobispo Morcillo-Parque Norte                  |                    |                      |       |
| 3290   | Arzobispo Morcillo-Julio Palacios                |                    |                      |       |
| 1605   | Arzobispo Morcillo-Facultad Medicina             | 67                 |                      |       |
| 1602   | HOSPITAL LA PAZ (C/ Pedro Rico)                  | 67 124 135 137 179 |                      |       |

### Sentido Moncloa
El recorrido de vuelta es igual al de ida pero en sentido contrario con algunas excepciones:
- Circula por la calle Antonio López Aguado en vez de por Pedro Rico, dado que el tramo de Pedro Rico por el que circula a la ida es de sentido único.
- Dentro de la Ciudad Universitaria, no circula por el Paseo de Juan XXIII ni la Avenida de Gregorio del Amo, sino que directamente baja por la calle Ramiro de Maeztu hasta la calle José Antonio Novais.

| Código | Parada                                       | Común con            | Conexiones con Metro | Otros |
| ------ | -------------------------------------------- | -------------------- | -------------------- | ----- |
| 1602   | HOSPITAL LA PAZ (C/ Pedro Rico)              | 67 124 135 137 179   |                      |       |
| 1604   | Arzobispo Morcillo-Facultad Medicina         | 67                   |                      |       |
| 3291   | Arzobispo Morcillo-Julio Palacios            |                      |                      |       |
| 3289   | Arzobispo Morcillo-Parque Norte              | 815                  |                      |       |
| 1379   | López Aguado-Arzobispo Morcillo              | 83                   |                      |       |
| 1380   | López Aguado-Finisterre                      | 83                   |                      |       |
| 1371   | Monforte de Lemos-Finisterre                 | 83                   |                      |       |
| 93     | La Vaguada                                   | 49 83 137 179        | Barrio del Pilar     |       |
| 1367   | Junta Municipal Fuencarral                   | 49 83 128 137 179    |                      |       |
| 1365   | Parque de La Vaguada                         | 49 83 128 137        |                      |       |
| 3287   | Monforte de Lemos-Ganapanes                  | 137 179              |                      |       |
| 1509   | Metro Peñagrande                             | 42 137               | Peñagrande           |       |
| 1511   | La Bañeza-Cándido Mateos                     | 42 137               |                      |       |
| 1513   | César Manrique-Chantada                      | 127                  |                      |       |
| 1515   | César Manrique-La Cabrera                    | 42 127               |                      |       |
| 1658   | Metro Antonio Machado                        | 127                  | Antonio Machado      |       |
| 1656   | Antonio Machado-Centro Cultural              | 127                  |                      |       |
| 1654   | Antonio Machado-Sinesio Delgado              | 127                  |                      |       |
| 4643   | Antonio Machado-Sinesio Delgado              | 126 127              |                      |       |
| 1652   | Antonio Machado-Isla de Oza                  | 126 127              |                      |       |
| 1650   | Martín Alzaga-Artajona                       | 126 127              |                      |       |
| 1648   | Martín Alzaga-Altea                          | 126 127              |                      |       |
| 1646   | Santo Ángel de la Guarda-Arciniega           | 126 127              |                      |       |
| 1644   | Santo Ángel de la Guarda-General Cadenas     | 126 127              |                      |       |
| 1578   | Metro Francos Rodríguez                      | 64 126 127           | Francos Rodríguez    |       |
| 1675   | Metro Francos Rodríguez (Av. Pablo Iglesias) | 127                  | Francos Rodríguez    |       |
| 51018  | Sánchez Arcas-Rubio y Galí                   |                      |                      |       |
| 3284   | Sánchez Arcas-Bernardo Torre Rojas           |                      |                      |       |
| 3282   | Colegio Mayor Alfonso X El Sabio             |                      |                      |       |
| 3280   | Ramiro de Maeztu-Bernardo Torre Rojas        |                      |                      |       |
| 3292   | Ing. Montes y Medio Natural                  | F                    |                      |       |
| 3274   | Ciencias Biológicas y Geológicas             | F                    |                      |       |
| 1692   | Avenida Complutense-Jardín Botánico          | 82 G U VAC-246       |                      |       |
| 1690   | Avenida Complutense-Ciencias Información     | 82 G U               |                      |       |
| 1688   | Metro Ciudad Universitaria                   | 82 G U VAC-246       | Ciudad Universitaria |       |
| 1685   | Cardenal Cisneros                            | 82 G U VAC-246       |                      |       |
| 1331   | Avenida de la Memoria                        | 46 82 83 133 162 G U |                      |       |
| 4514   | Cristo Rey                                   | 1 44 82 C2           | Islas Filipinas      |       |
| 4022   | Junta Municipal Moncloa                      | 1 44 62 82 138 C2    |                      |       |
| 3047   | Moncloa                                      | 82                   | Moncloa              |       |
| 1329   | MONCLOA (C/ Meléndez Valdés, 72)             | 82                   | Moncloa              |       |